# 環境芸術学会
環境芸術学会（かんきょうげいじゅつがっかい、英名 Institute of Environmental Art and Design）は、環境芸術の確立発展を目的とする学会。
事務局を東京都台東区上野公園12-8東京芸術大学デザイン科 空間・演出研究室に置いている。 

## 事業活動
- 年次大会・研究会・研究発表会・講演会・展覧会・見学会等の開催、会員の研究活動（創作活動）の推進・支援、機関紙その他出版物の刊行、共同研究（創作）の推進、日本国内外の関連学会その他関係機関との交流など[1]。

## 目指すもの
概略
- 「環境」という概念を新しい視点から再定義、芸術・デザインが現在置かれている立場の展望を明確に行う。
- 宇宙環境から身体環境へ拡がる幅広い領域における創造活動を対象として、緊密な会員相互のコミュニケーションを作り上げるとともに、観賞者や市民の側との相互評価により新しい社会の構築を図る。
- 若い創造者の育成と新しいリーダーの社会的活動の場の形成を目指す。

## 学会誌
- 『環境芸術』[2]